# Famille de Beaumont (Bressuire)
Pour les articles homonymes, voir Famille de Beaumont et Beaumont.
La famille de Beaumont (Bressuire) est une famille féodale française liée intimement à l'histoire médiévale de Bressuire, dans le Poitou. Sa généalogie n'est pas toujours connue avec certitude, les différentes branches étant parfois confondues. Elle a assumé les seigneuries de Bressuire, Chiché et Moncoutant, et plusieurs Beaumont peuvent lui être associés (à Nueil, à Glénay, et la Motte de Beaumont à Clazay) ; l'héritage seigneurial se faisait selon la coutume poitevine, de frère aîné à frère cadet avec retour ultérieur au fils de l'aîné : les Thouars ont souvent adopté ce type de succession. Elle était vassale des vicomtes de Thouars, et s'est éteinte au début du XVIe siècle,,. 

## Origine
La tradition, sous toute réserve, cite au XIe siècle un Thibaud (Ier) de Beaumont, qui serait actif à partir de 1060, aurait accompagné Aimeri IV de Thouars dans la conquête de l'Angleterre par Guillaume en 1066, et qui se serait encore croisé vers 1101 avec Herbert de Thouars et Guillaume IX d'Aquitaine, à moins qu'il s'agisse d'un successeur, qui serait donc Thibaud (II) ; et un Jean (Ier) de Beaumont, fl. en 1120/1122, qui pourrait être le même qu'un Jean cité vers 1150.
- Raoul de Beaumont, seigneur de Bressuire, fl. vers 1190 et † en 1194, premier représentant connu de cette famille avec certitude, donna une charte et fut père de :
- Thibaud (II ou III) de Beaumont, seigneur de Bressuire en 1194, † vers 1236/1242, frère de Guillaume (fondateur du prieuré de la Motte de Beaumont ; père d'un autre Guillaume, il serait l'auteur de la branche de Glénay évoquée ci-dessous) et d'Aimeri, peut-être aussi de Raoul ci-après. Thibaud épousa les positions changeantes de son suzerain et beau-père Aimery VII de Thouars vis-à-vis des Plantagenêts et des Capétiens, passant sans cesse du camp de Jean sans Terre (puis d'Henri III) à celui de Philippe Auguste (puis Louis IX) ; cette versatilité lui valut l'incendie de Bressuire en 1214 par les troupes capétiennes. Thibaud fonda en 1217 le prieuré Notre-Dame de Bardouille (au bois de Bressuire ; confié à l'Ordre de Grandmont), et renforça les murailles de la ville et du château. Thibaud se maria vers 1195 avec Alix de Thouars, fille du vicomte Aimery VII, dont :
  - Jean (II) de Beaumont, seigneur (ou seigneur héritier) de Bressuire, mort vers 1240, auteur de la branche aînée, éteinte au début du XVIe siècle et représentée par Thibaud (III ou IV) ci-dessous
  - Renaud de Beaumont (Jean et Renaud seraient nés dès av. 1190)
  - peut-être Raoul de Beaumont (qui pourrait aussi être le frère benjamin de Thibaud), mort avant 1265 (ou en 1255/1269), fidèle de saint Louis et du comte Alphonse, réputé l'auteur de la branche du Bois-Charruault, éteinte au XIVe siècle
- Guillaume de Beaumont, seigneur de Glénay, mort vers 1245, auteur de la branche de Glénay, éteinte au début du XVIe siècle.

- Thibaud (III ou IV) est seigneur d'environ 1269 à 1289/1290, issu de Jean (II). Il épouse Agnès, sœur de Girard II Chabot de Rais et Machecoul, d'où :
- Thibaud (IV ou V), sgr. de Bressuire dès 1290 (encore mineur alors, mais majeur dès 1300), † en 1322/1326, marié 1° av. 1300 à Almodis de La Flocellière (elle teste en 1310, apparemment sans postérité), puis 2° à Aliénor de Derval († ap. 1348), d'où :
  - Jean (III) (encore mineur en 1324/1326), † vers 1361, époux d'Isabelle († 1364), fille d'Hardouin VI de Maillé. Ils sont les parents de :
    - Louis Ier, sgr. encore mineur en 1361 mais majeur en 1368, † vers 1387/1388. Il règne d'abord sous la tutelle de sa mère puis de son oncle Thibaud de Beaumont (qui semble épouser vers 1363 Yolande d'Argenton ; s'il est bien l'oncle au sens précis du terme, c'est donc un frère puîné de Jean (III) ; mais l'historien Bélisaire Ledain (1832-1897) fait remarquer qu'alors, en vertu de la succession de frère à frère, il aurait dû recevoir la seigneurie de Bressuire et pas seulement la tutelle sur son neveu : ainsi, il vaudrait mieux en faire un parent plus éloigné, par exemple un oncle à la mode de Bretagne, c'est-à-dire un cousin germain de Jean). Louis maria Louise († ap. 1391), fille de Mile de Thouars de Pouzauges et Sigournais et de Jeanne de Chabanais, d'où : 
      - Guy/Guyart de Beaumont, d'abord sire de Sigournay et de la Barrotière (sans doute à Largeasse), † 1440 qui succéda à son oncle Jean vers 1414 (voir la succession ci-dessous)

    - Jean (IV), † vers 1409/1414, sgr. de Bressuire vers 1388, marié à Mathurine d'Argenton (une proche parente de Guillaume d'Argenton, mari de Jeanne de Naillac d'Onzain et gouverneur du dauphin Louis) : ils fondent les Cordeliers de Bressuire (à l'origine de l'Hôtel de Ville en 1820)
    - Louise († 1448), femme de Miles Rouault, sgr. de la Motte/de la Mothe (neveu de Tristan Rouault de Boisménart, vicomte de Thouars par son mariage avec Pernelle de Thouars-Dreux).

## Personnalités
- Louis Ier de Beaumont (vers 1355 - vers 1388), seigneur de Bressuire et vassal de la vicomté de Thouars. Allié des Anglais lors de la guerre de Cent Ans, il se rendit à Bertrand du Guesclin, qui prit possession du fief au nom du roi de France vers mars 1371.

- André de Beaumont (1402-1431), seigneur de Bressuire, gendre du Grand-maître des arbalétriers de France Jean de Torsay ; exécuté le 8 mai 1431 à Poitiers pour avoir soutenu le connétable de Richemont, alors en disgrâce, contre La Trémoïlle, favori du roi Charles VII, et avoir comploté avec Louis d'Amboise, vicomte de Thouars, pour enlever ledit La Trémoïlle[4]. On dit aussi qu'il se comportait en seigneur brigand multipliant les exactions[5]. Sa femme Jeanne de Torsay, dame de La Mothe-St-Héray et de Lezay, fille du Grand-maître des Arbalétriers Jean de Torsay, était veuve de Jacques de Ventadour et contractera ensuite deux autres mariages, avec Jean de Rochechouart-Mortemart puis Philippe de Melun-La Borde[6].

- Jacques de Beaumont, fils d’André, seigneur de Bressuire, chambellan de Louis XI et sénéchal du Poitou. Marié en 1451 avec Jeanne de Rochechouart de Mortemart, il eut trois filles, Jeanne, Louise, et Philippe, dame de Lezay, mariée en 1482 avec Pierre de Laval-Montmorency, seigneur de Loué et de Montsabert[7].

- Louis II de Beaumont (vers 1407 - après 1471), seigneur de la Forêt-sur-Sèvre, du Plessis-Macé, de Missé, de Commequiers, chambellan de Louis XI et son lieutenant en Poitou.

- Louis III de Beaumont, évêque de Paris (1472-1492), fils de Louis II.

## Alliances
Les Beaumont étaient alliés aux familles de Rochechouart de Mortemart, Turpin de Crissé, de Laval, de Saint-Gelais de Lusignan, de Chasteigner, de La Rochefoucauld, d'Appelvoisin, Rouault de Boisménard.
Marguerite de Brossard (1286-1352), fille naturelle de Charles de Valois, était l'épouse de Guillaume IV de Beaumont-Bressuire, seigneur de Glénay.